# Las hermanas Brontë
Las hermanas Brontë (Les sœurs Brontë) es una película francesa dirigida por André Téchiné y estrenada en 1979.

## Sinopsis
A principios del siglo XIX, en Haworth, en las landas de Yorkshire, las tres hijas de la familia Brontë: Charlotte, Emily, Anne y su hermano Branwell, tienen habilidades para la escritura. Charlotte, la mayor, y Anne, la segunda, se convierten en tutoras de las familias de los alrededores mientras que Emily, con comportamientos masculinos, prefiere seguir en las landas. Charlotte y Emily van al continente para perfeccionar su francés con el fin de abrir en el futuro una escuela. Pero el destino decidirá otra cosa: Charlotte se enamora de un profesor sin que sus sentimientos sean recíprocos. Branwell es tutor. Enamorado de la señora de la casa, cae en el alcohol y la droga, sus excesos y la tuberculosis. Emily publica Cumbres Borrascosas y muere poco después de la misma enfermedad, a lo cual sigue la desaparición Anne. Charlotte será la única que conocerá el éxito durante su vida y se casara con un vicario que la amará.

## Reparto
- Isabelle Adjani como Emily.
- Marie-France Pisier como Charlotte.
- Isabelle Huppert como Anne.
- Pascal Greggory como Branwell.
- Patrick Magee como Patrick Brontë, el padre.
- Hélène Surgère como la señora Robinson.
- Roland Bertin como el señor Nicholls.
- Alice Sapritch como Elizabeth Branwell, la tía.
- Xavier Depraz como Monsieur Heger.
- Adrian Brine como Monsieur Robinson.
- Julian Curry como Monsieur Smith.
- Renée Goddard como Tabby.
- Jean Sorel como Leyland.
- Roland Barthes como Thackeray.

## Nominaciones y premios
- Festival de Cannes 1979: André Téchiné nominado a la Palma de Oro
- Premios César 1980: 
  - Bruno Nuytten nominado al César a la mejor fotografía.
  - Claudine Merlin nominada al César al mejor montaje.

- Datos: Q2080614